# Søren Jessen-Petersen

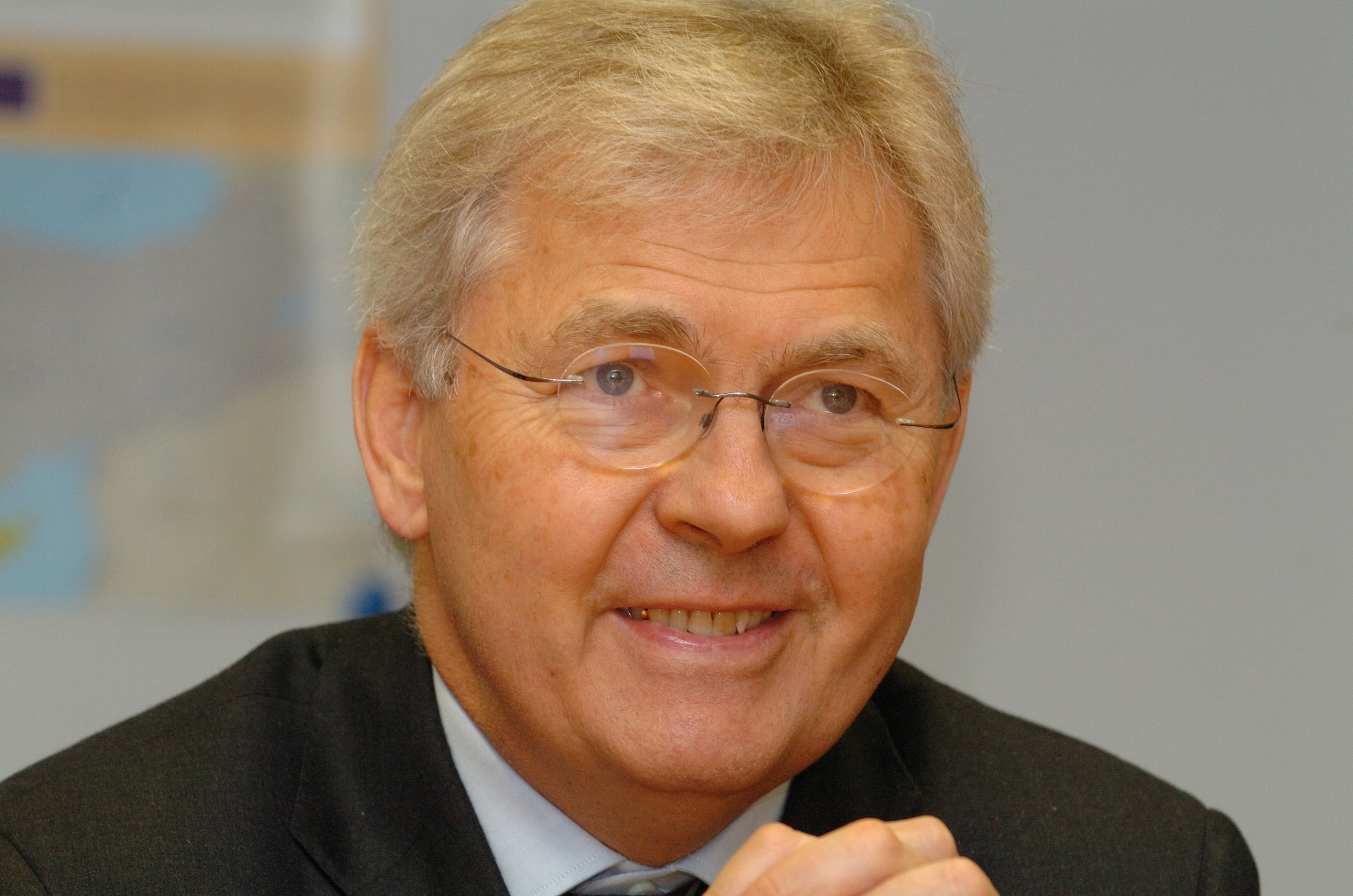
Søren Jessen-Petersen in 2005

Søren Jessen-Petersen (Nørresundby (Denemarken, 1945) is een Deens diplomaat.
Jessen-Petersen kreeg vooral bekendheid als Special Representative van de Verenigde Naties en Secretaris-Generaal voor Kosovo, als hoofd van de UNMIK, van 16 augustus 2004 tot 30 juni 2006.